# Daniel Hoffmann (Fußballspieler)
Daniel Hoffmann (* 27. Oktober 1971 in Rostock) ist ein ehemaliger deutscher Fußballspieler (Torwart) und -trainer.

## Spielerkarriere
Über die Jugendmannschaften Hansa Rostocks, dem Club gehörte er seit 1978 an, gelangte Daniel Hoffmann in der letzten Meisterschaftsrunde der in der Bundesrepublik aufgehenden Deutschen Demokratischen Republik in den Kader der Hanseaten. Der Schlussmann debütierte in der Rückrunde am 1. März 1991 beim 3:1-Heimsieg gegen den FC Carl Zeiss Jena in der Oberliga. Ebenso wie sein Torwartkonkurrent Jens Kunath trug Hoffmann mit 13 Liga- und drei Pokaleinsätzen zum Gewinn des ersten Meister- sowie des ersten Pokaltitels des F.C. Hansa bei – dabei bestritt Hoffmann das Pokalendspiel, das am 2. Juni 1991 ausgespielt mit 1:0 gegen den Eisenhüttenstädter FC Stahl endete.
In der folgenden ersten gesamtdeutschen Bundesligasaison verdrängte Hoffmann Kunath aus dem Rostocker Tor, bestritt 30 Liga-Einsätze und beide Partien gegen den FC Barcelona in der ersten Runde des Europapokals der Landesmeister 1991/92, aus welchem Rostock nach einer 0:3-Auswärtsniederlage mit einem 1:0-Heimsieg ausschied. Ebenfalls absolvierte er 1992 seinen einzigen Einsatz in der U-21 Nationalmannschaft. Rostock stieg jedoch aus der ersten Liga ab, woraufhin Hoffmann zu 100 Einsätzen in der 2. Bundesliga zwischen 1992/93 und 1994/95 kam und 1994/95 mit Rostock in die erste Bundesliga aufstieg.
Durch die Verpflichtung Perry Bräutigams zur folgenden Saison 1995/96 kam Hoffmann zu keinem weiteren Einsatz in Rostock, woraufhin er den Verein zur Saison 1996/97 verließ und sich im Oktober 1996 dem Zweitligisten VfB Leipzig anschloss, für den er 23 Spiele absolvierte. Nach nur einem Jahr in Leipzig ging Hoffmann weiter zum Bundesligisten TSV 1860 München, wo er in der Saison 1999/2000 Stammtorhüter mit 33 Einsätzen war, in den anderen Saisons aber nur auf sieben Einsätze kam.
Hoffmann wechselte daraufhin für ein Jahr zum türkischen Erstligisten Kocaelispor, bevor er sich 2001 dem österreichischen Bundesligisten SK Sturm Graz anschloss. Nach nur neun Bundesliga-Einsätzen für Graz wurde Hoffmann 2003 zunächst vereinslos, bis er sich im Januar 2004 dem Regionalligisten SC Paderborn 07 anschloss, für den er 10 Einsätze absolvierte. Eine weitere Halbserie spielte Hoffmann daraufhin in der zweiten Mannschaft Paderborns, bevor er seine aktive Karriere von Januar bis Juni 2005 beim SV Warnemünde Fußball ausklingen ließ.

## Trainerkarriere
Im November 2007 trat Daniel Hoffmann zusammen mit Martin Max seine erste Trainerstelle beim Bezirksligisten TSV Grafing an. Anschließend war er als Torwarttrainer für den SC Fürstenfeldbruck tätig.